# 19e division d'infanterie (Inde)
Pour les articles homonymes, voir 19e division.
La 19e division d'infanterie indienne est une division d'infanterie indienne de l'armée britannique qui a combattu pendant la campagne de Birmanie pendant la Seconde Guerre mondiale.

## Histoire

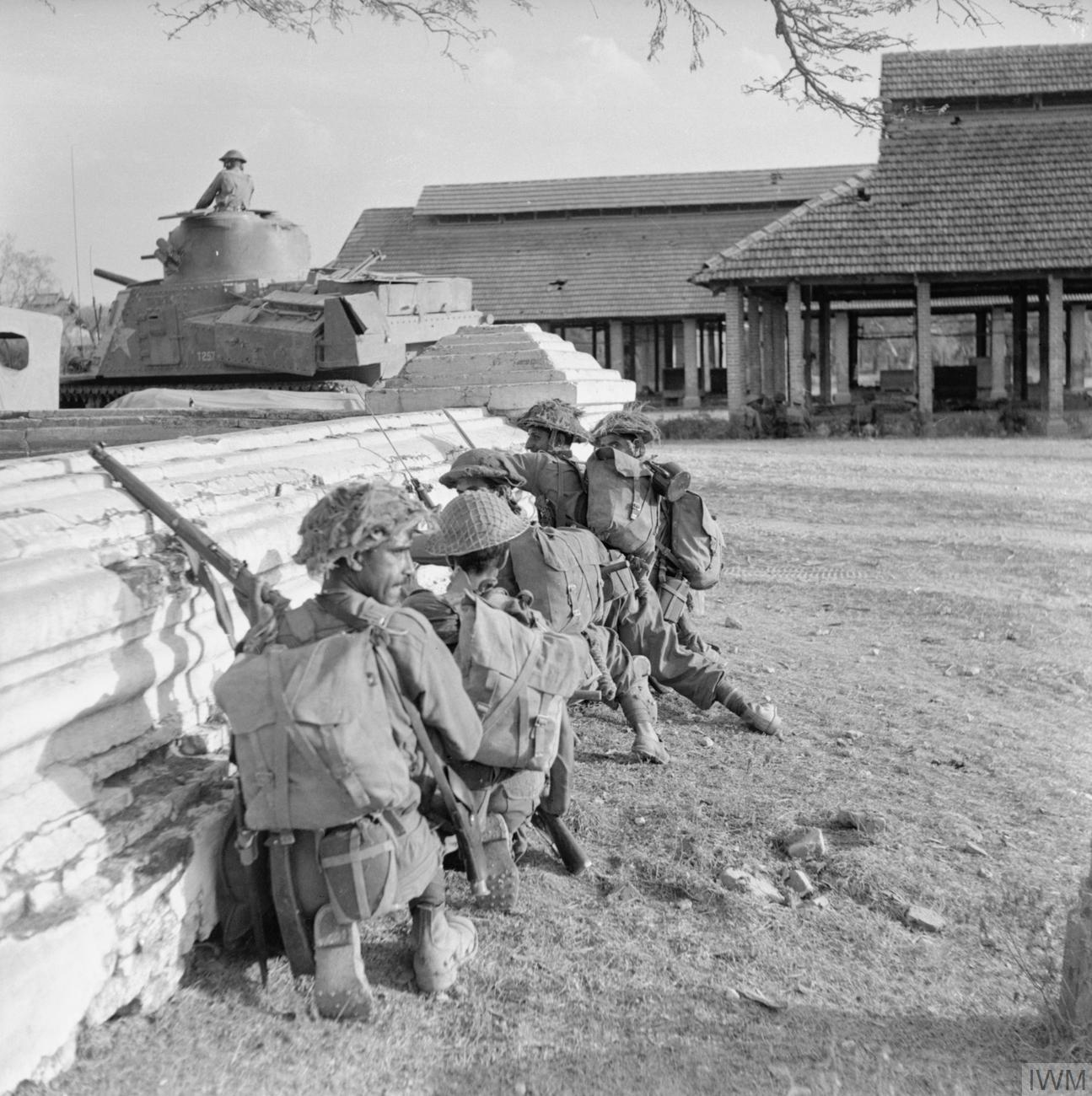
Troupes de la 19e division et un char Lee en action lors de combats de rue à Mandalay, 9-10 mars 1945.

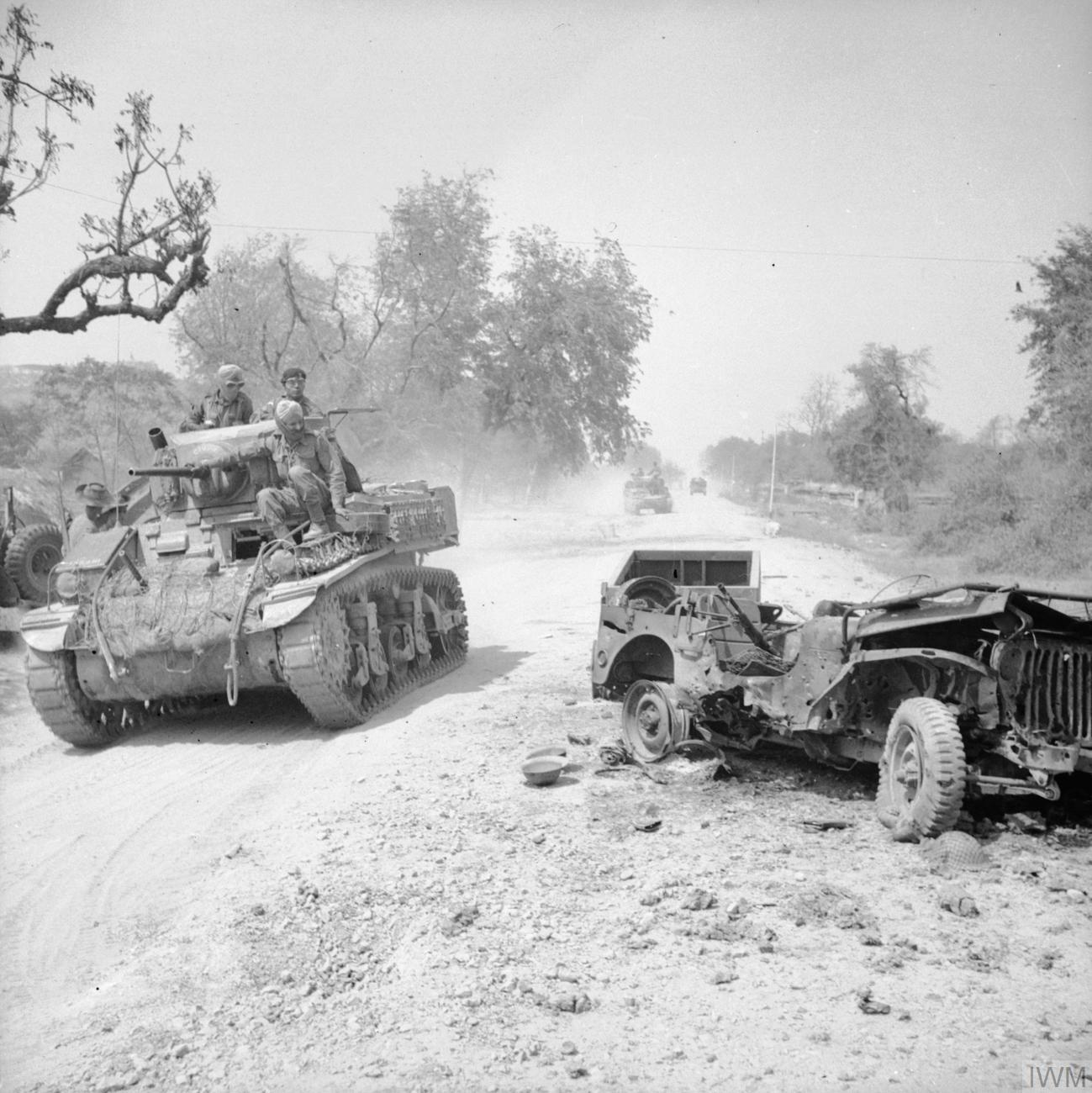
Un char Stuart de la 19e division passe une jeep détruite à la périphérie de Mandalay peu après la chute de Fort Dufferin, le 19 mars 1945.

La 19e division d'infanterie indienne a été créée à Secunderabad (Inde) en octobre 1941 pendant la Seconde Guerre mondiale et opéra sous le commandement du Southern Command, qui était principalement concernée par la défense contre une éventuelle invasion maritime des Japonais. La division se composait à l'origine des 47e, 48e et 49e brigades d'infanterie indienne. Le premier General Officer Commanding (GOC) des divisions était le général de division John George Smyth, parti en décembre pour prendre le commandement de la 17e division d'infanterie indienne, puis combattant en Birmanie. Entre janvier et avril 1942, les trois brigades ont été réaffectées et remplacées par les 62e, 64e et 98e brigades d'infanterie indienne.

Des détachements de mortiers britanniques de 3 pouces soutiennent l'avancée de la 19e division le long de la route Mawchi, à l'est de Toungoo, en Birmanie. Le mortier s'est avéré l'arme la plus efficace dans la guerre dans la jungle.

Après de courtes périodes sous le commandement du major général Geoffrey Scoones et de Douglas Stuart, la division passa en octobre 1942 sous le commandement du major général Thomas Wynford Rees, qui deviendra General Officer Commanding jusqu'en décembre 1945. La division passa une période prolongée sur les devoirs de sécurité intérieure et en formation avant d'être engagée dans la 14e armée, commandée par le lieutenant général Sir William J. "Bill" Slim, sur le front de Birmanie en juillet 1944. À partir d'octobre, la division se concentra sur la plaine d'Imphal sous le IVe corps et à partir de novembre, ses brigades furent impliquées dans des opérations sur du fleuve Chindwin en avançant pour établir le contact avec la 36e division d'infanterie britannique qui s'avançait du nord sur leur gauche. Se concentrant une fois de plus à Sinlamaung, la division releva du XXXIIIe corps indien et joua le rôle majeur dans la prise de Mandalay qui fut achevée le 20 mars. Transféré au IVe corps, il garda les lignes de communication de la quatorzième armée et lança une offensive vers Mawchi, dans l'État de Kayah.

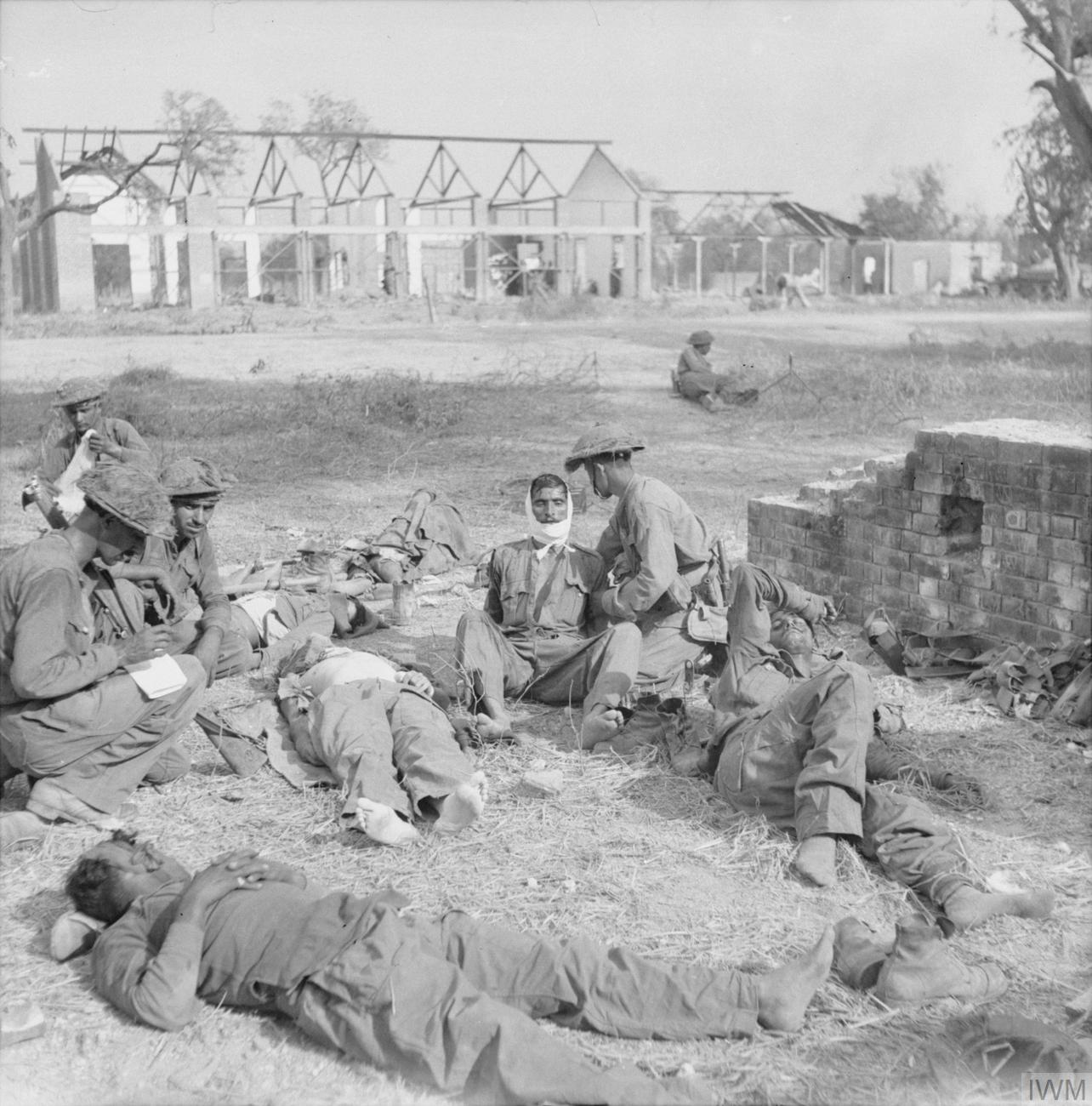
Victimes de la 19e division indienne en traitement à Mandalay, mars 1945.

Les succès de la division sont dus à sa forme physique et à son moral élevé. Il comptait une forte proportion de soldats réguliers d'avant-guerre parmi ses officiers et sous-officiers supérieurs. La 19e division indienne était parfois appelée « Division Dagger », d'après son signe divisionnaire, qui était une main poussant un poignard par-dessus, en jaune sur fond rouge.
Pendant la Seconde Guerre mondiale, un grand nombre de brigades sont affectées ou rattachées à la division. Ils comprenaient à divers endroits les 9e, 47e, 48e, 49e, 62e, 64e, 98e et 99e brigades d'infanterie indienne ainsi que la 22e brigade d'infanterie (Afrique de l'Est).

## Ordre de bataille du1ermars 1945
General Officer Commanding : Major-général Thomas Wynford Rees
Commandant, Royal Artillery : Brigadier John Alexander MacDonaldChef d'état-major (GSO1): Lieutenant-colonel John Masters
62e brigade d'infanterie indienne (Brigadier James Ronald Morris)
- 2e bataillon, régiment Welch
- 3e bataillon, 6e régiment de fusiliers rajputana
- 4e bataillon, 6e régiment de fusiliers gorkhas

64e brigade d'infanterie indienne (Brigadier John Godfrey Flewett)
- 2e bataillon, régiment du Worcestershire
- 5e bataillon, 10e régiment baloutche
- 1er bataillon, 6e régiment de fusiliers gorkhas

98e brigade d'infanterie indienne (Brigadier Charles Ian Jerrard)
- 2e bataillon, Royal Berkshire Regiment
- 8e bataillon, 12e régiment des forces frontalières
- 4e bataillon, 4e régiment de fusiliers Gorkhas

Troupes divisionnaires
- 7e cavalerie légère (attachée) Chars Stuart
- 1er bataillon, régiment Assam (ci-joint)
- 1er Bataillon, 15e régiment Punjab (Régiment de reconnaissance divisionnaire)
- Bataillon MG, 11e régiment Sikh (Bataillon divisionnaire de mitrailleuses)
- 134e régiment moyen, Artillerie royale
- 4e régiment de campagne, Artillerie royale indienne
- 5e régiment de campagne, artillerie indienne
- 115e (North Midland) Field Regiment, Royal Artillery
- 20e régiment de montagne, artillerie indienne
- 33e régiment antichar, Royal Artillery (batteries mixtes antichar et anti-aériennes légères)
- Queen Victoria's Own Madras Sappers & Miners, (ingénieurs indiens)
- 64e Field Company, (ingénieurs indiens)
- 65e Field Company, (ingénieurs indiens)
- 327e Field Park Company, (ingénieurs indiens)
- Bombay Engineer Group, (ingénieurs indiens)
- 29e Field Company, (ingénieurs indiens)
- 9e peloton de transition, (ingénieurs indiens)

## Après-guerre
Juste avant le début de la guerre indo-pakistanaise de 1965, la 19e division d'infanterie stationnait à Baramulla sous le XVe corps. Ses brigades étaient la 104e brigade Tithwal, la 161e brigade Uri et la 268e brigade d'infanterie indienne Baramula.